# لاسلو مدنیانسکی
لاسلو مدنیانسکی یا لادیسلاو مدنیانسکی (مجاری: László Mednyánszky؛ اسلواکی: Ladislav Medňanský؛ ۲۳ آوریل ۱۸۵۲ – ۱۷ آوریل ۱۹۱۹) نقاش و فیلسوف اهل مجارستان بود. او از معمایی‌ترین چهره‌های هنر مجارستان به شمار می‌رود. طبیعت و مردم فقیر موضوع مهم‌ترین آثارش را تشکیل می‌دهد.

## نگارخانه

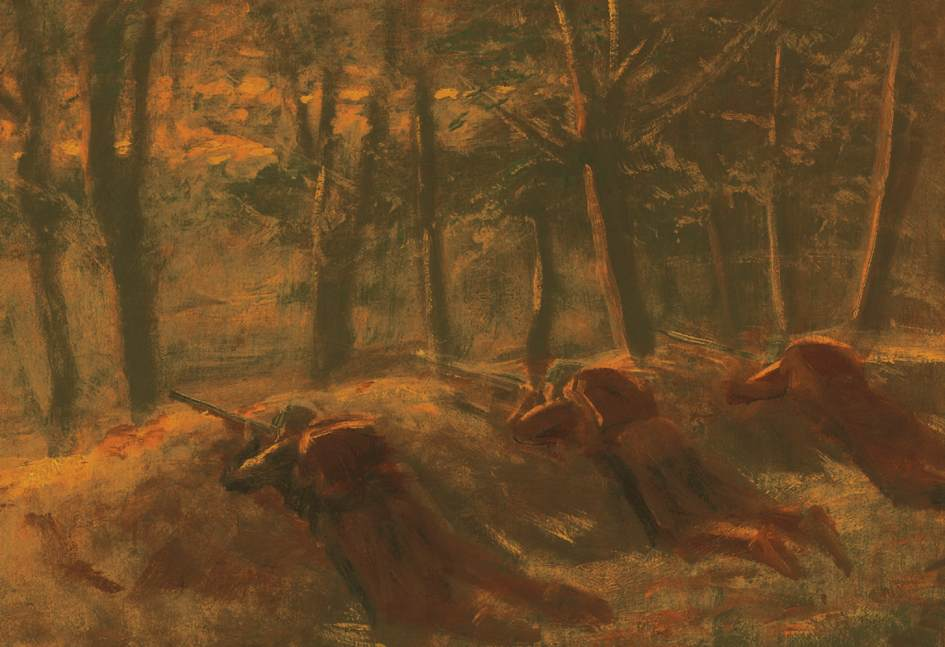
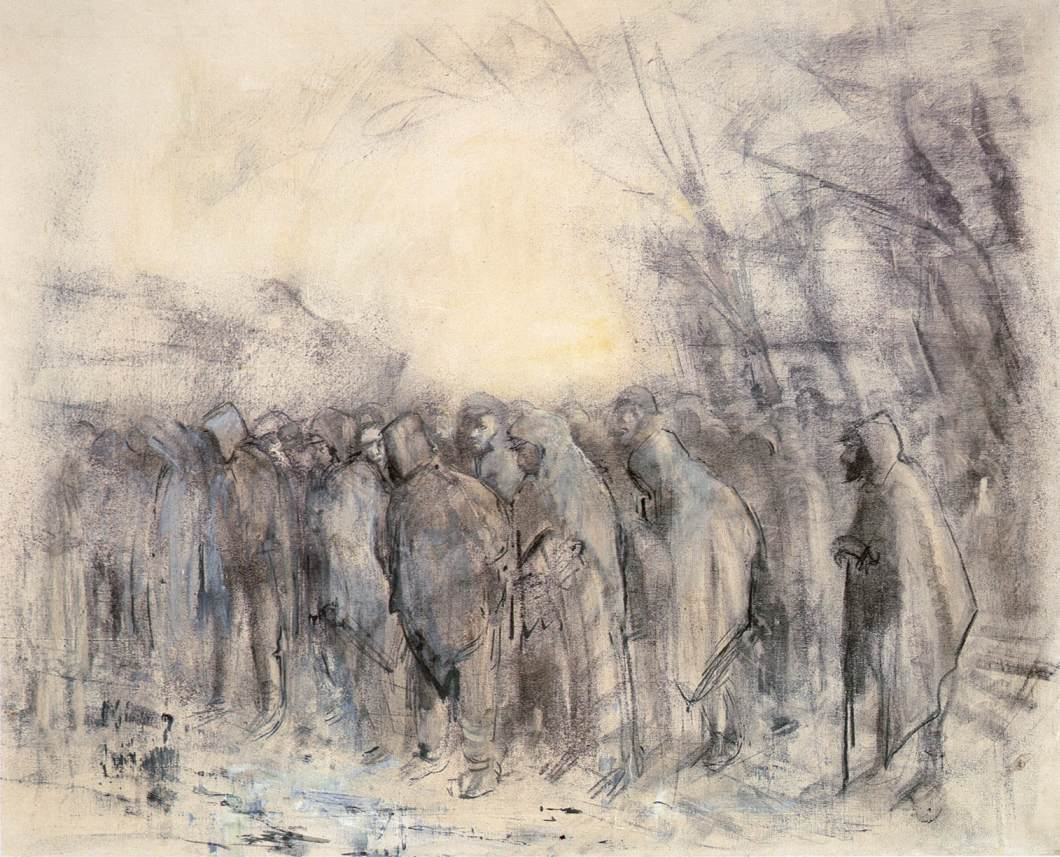
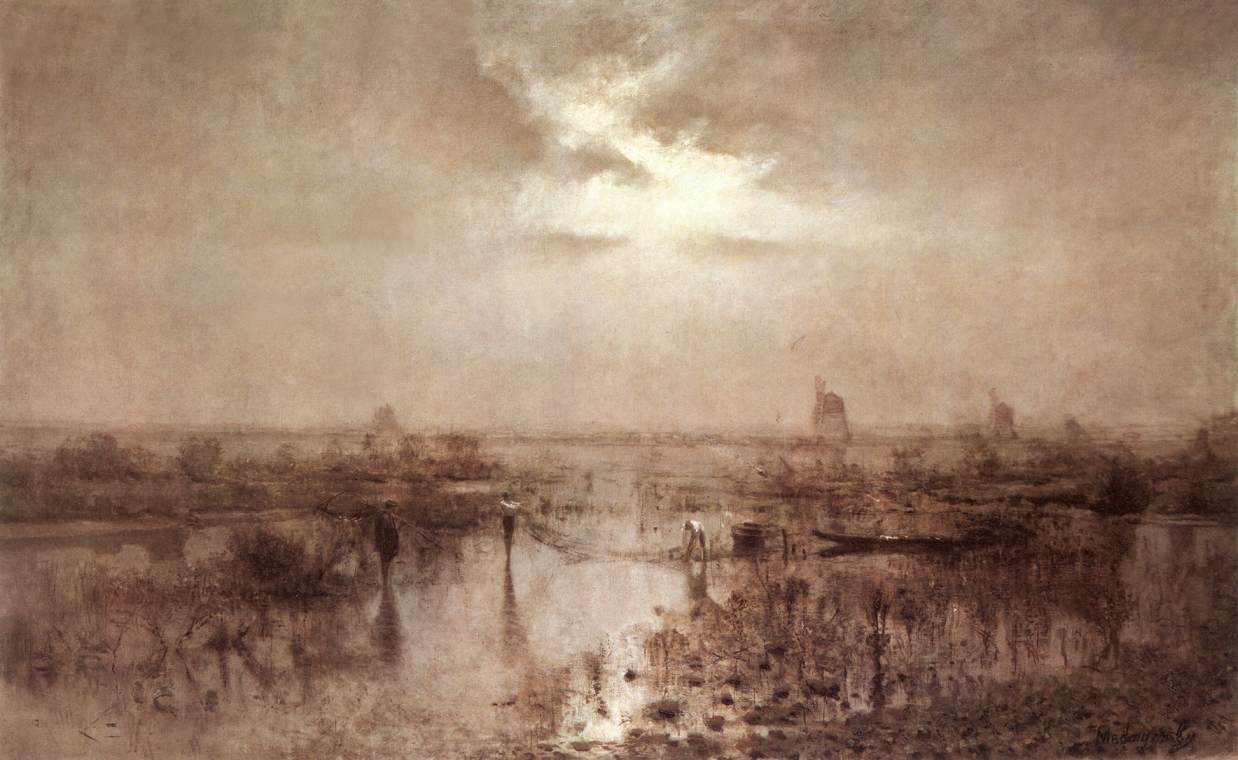
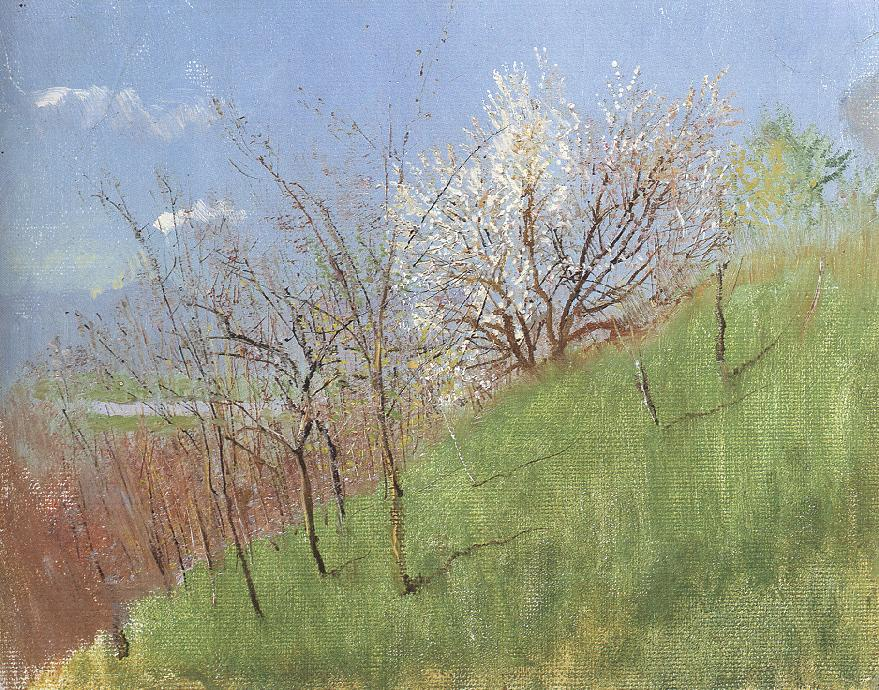
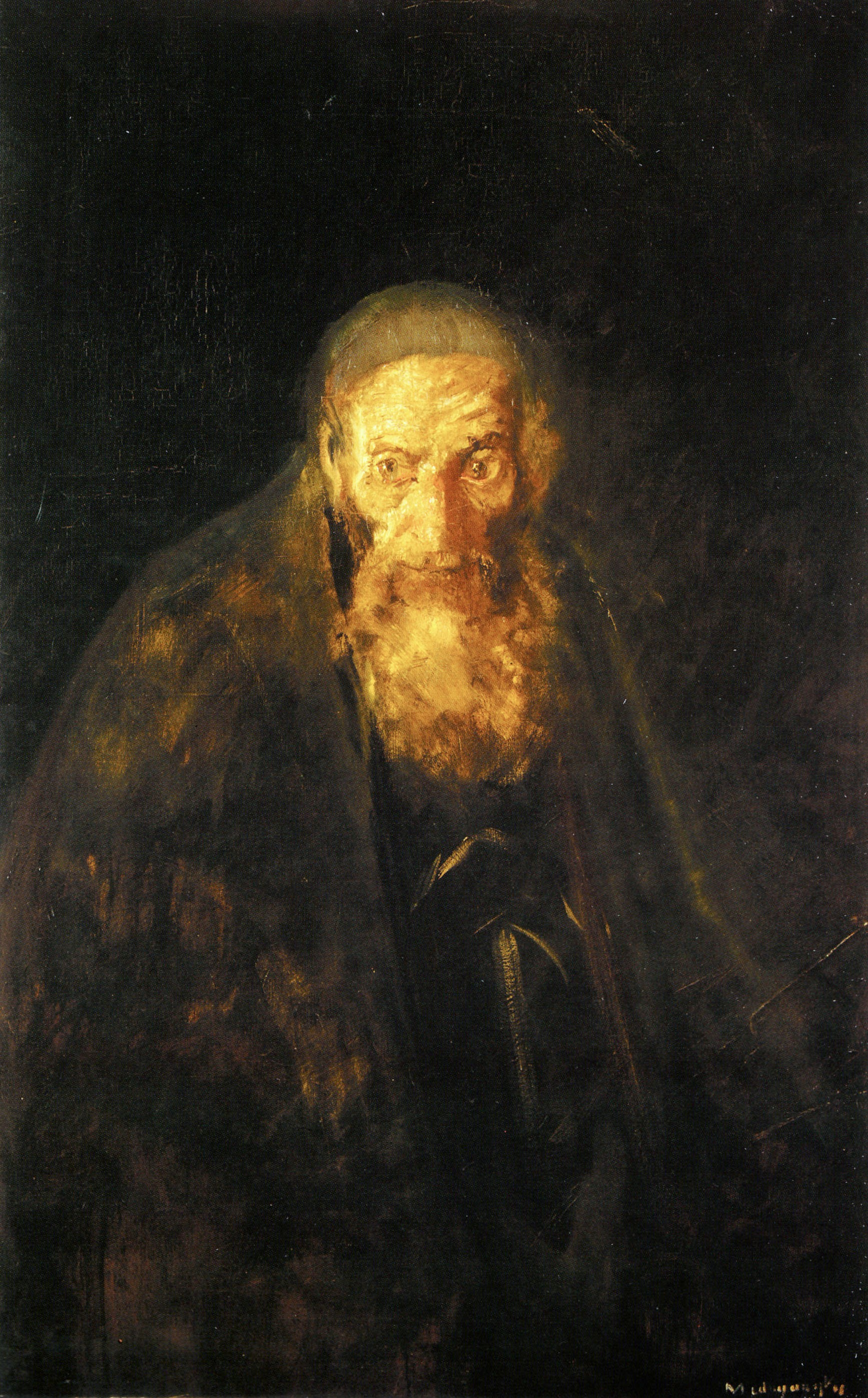
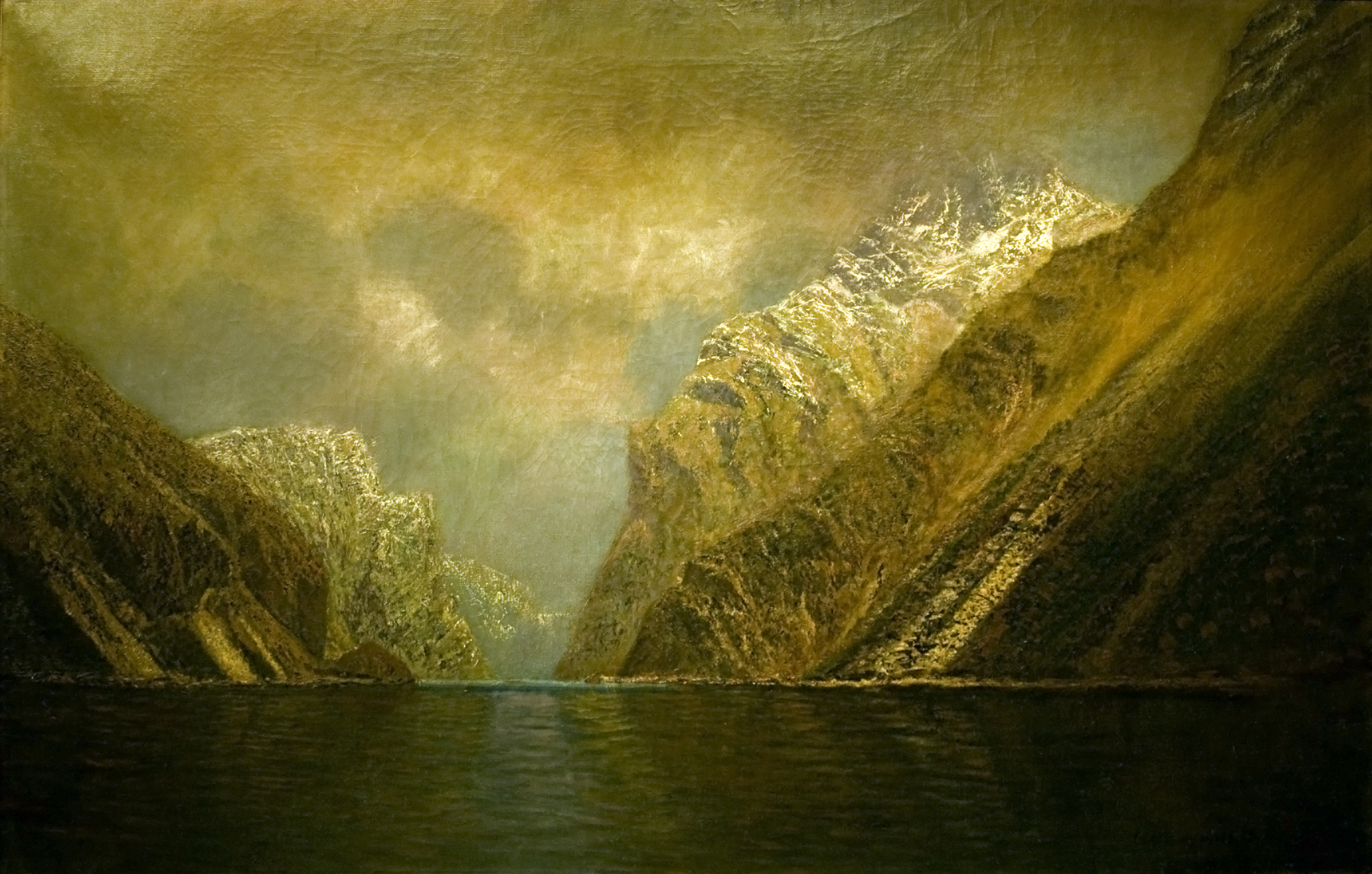
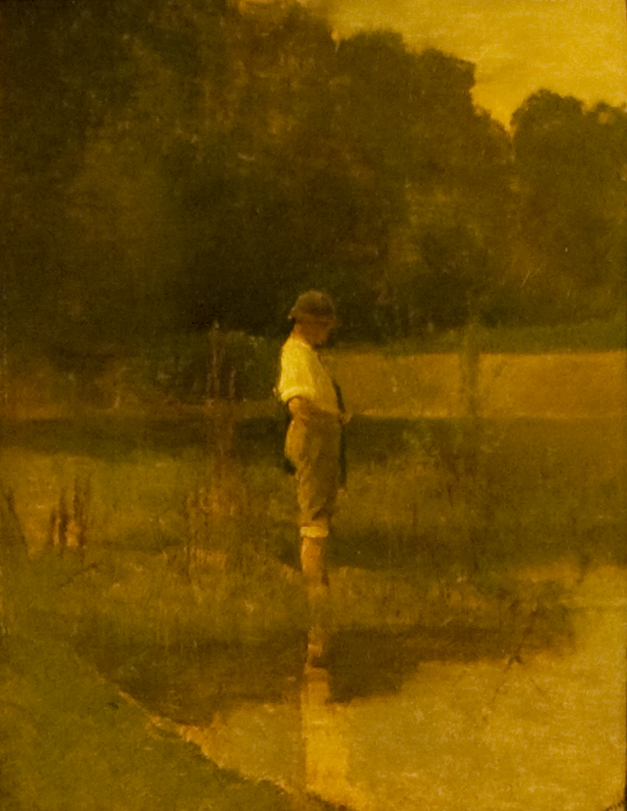
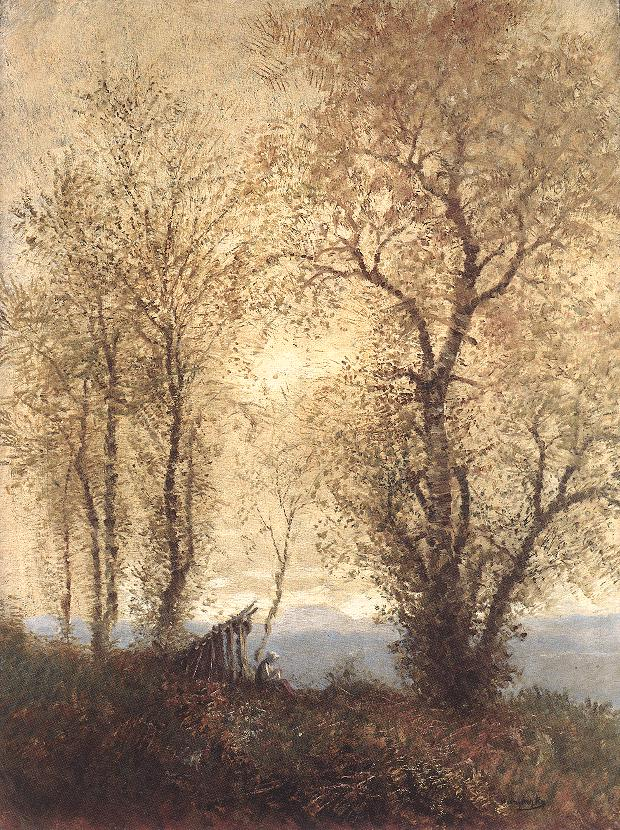
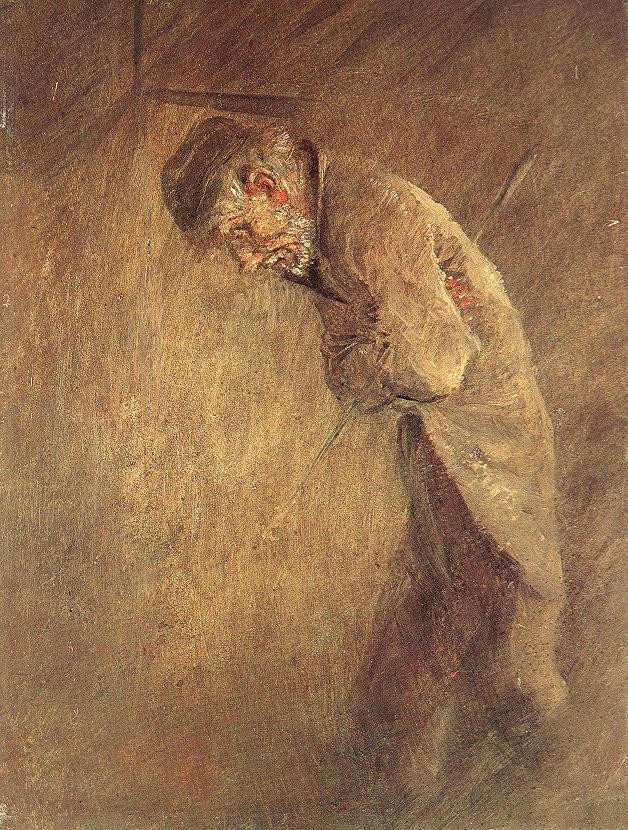
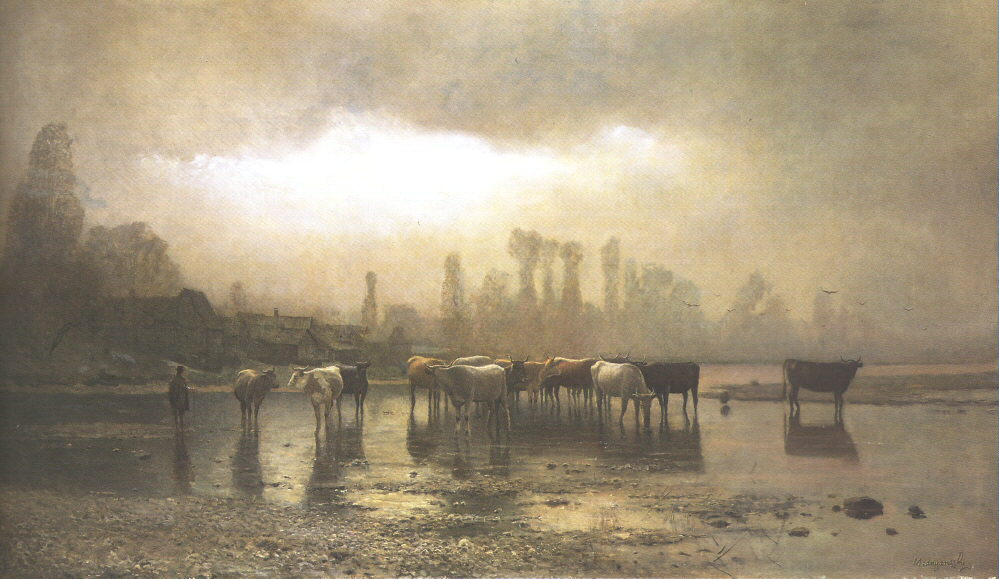
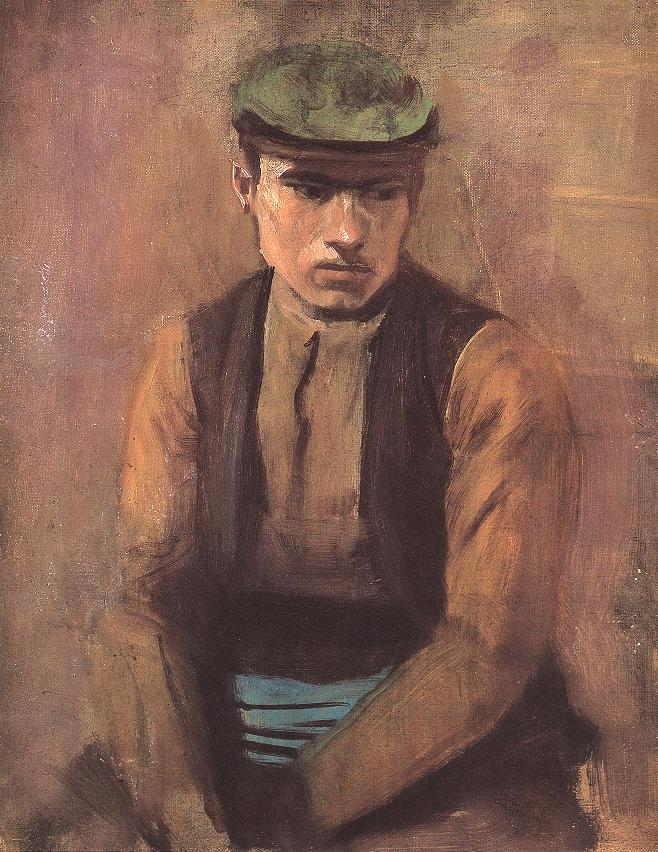